# Арнолд Тојнби
Арнолд Џозеф Тојнби  (енгл. Arnold Joseph Toynbee; Лондон, 14. април 1889 — Јорк, 22. октобар 1975) је био енглески историчар, филозоф историје и социолог. Био је поборник теорије друштвених циклуса и аутор је монументалног дела Истраживање историје (10 томова, 1934 — 1961).

## Живот и дело
Родио се у истакнутој интелектуалној породици. Његов стриц Арнолд Тојнби (1852—1883) је био значајан историчар привреде и творац појма „индустријска револуција“. Арнолд Џозеф Тојнби је студирао историју у Винчестеру и у Хајделбергу, као и у Оксфорду, а затим је радио за министарство иностраних послова као стручни саветник, нарочито за време оба светска рата. Године 1919. узео је учешће у мировној конференцији у Версају, а затим је био професор за Византију на универзитету у Лондону, од 1924. године је био професор међународне историје на Лондонској школи економике (енгл. LSE), а осим тога, у раздобљу од 1925. до 1956. вршио је фукцију директора Краљевског института за међународне послове.
Био је заокупљен најпре конфликтима на Блиском истоку, наиме геноцидом над Јерменима у Турској, немачким злочинима за време рата у Белгији и Француској и рад у Министарству иностраних послова га је водио ка размишљањима о „глобалној“ светској историји и политици.
Тојнби је био један од првих мислилаца о глобализацији, одступања Европе из центра историје и критичарем евроцентризма. Друге светске цивилизације, нарочито азијске, заслужиле су посебну пажњу и не могу се схватати само са становишта европске историје. У шездесетим годинама се посветио општим питањима светске политике и будућности људства, укључујући и религиозна и еколошка питања. Последњих година се приклонио будизму.
Захваљујући скраћеном издању његовог великог дела о светској историји који је разрадио амерички историчар Д. Ц. Сомервел (1946, 1957. и 1960) његове су се мисли брзо прошириле, нарочито у САД, тако да је постао „култни аутор“ шездесетих година. Године 1972. публиковао је са Јан Каплан властиту скраћену и илустровану верзију у једном тому. Иако је био јако критикован, нарочито од историчара, његове мисли су имале велики утицај на историју културе и на мисли о људству и његовим судбинама у прошлости и будућности. На његово дело критички се надовезује упоредна историја цивилизације.

## Истраживање историје
Тојнбијево животно дело Истраживање историје је иновативни покушај схватања целине историје људства и законитости у њему, и то упоредним методом истраживања различитих цивилизација. Његови закључци се могу критиковати у појединостима, али је метода веома интересантна. Тојнби се надовезао на ауторе који су тежили да пруже целовито објашњење развоја великих цивилизација, наиме на старијег енглеског историчара Едварда Гибона, који је описао успон и пад Римске цивилизације, и на немачког филозофа Освалда Шпенглера и његово дело Пропаст запада (1918).
Тојнби је такође критиковао националну историју која се у 19. веку појавила међу европским народима који се налазе под јаким међусобним утицајем, тако да историје појединих народа немају никакав смисао ако се посмарају појединачно. Јединица истраживања би морале да буду шире целине — цивилизације, а он их је набројао 21. Цивилизацију оснива стваралачка мањина, која налази успешан одговор на неки изазов у датој ситуацији, али је од значаја и културни сусрет са неком другом цивилизацијом. Сумерска и Египатска цивилизација су умеле да реагују на негативне утицаје природне средине и на ситуације као што су поплаве и да их искористе за сопствени просперитет.
Стваралачка мањина је створила културу која је доказала да може да одоли изазовима и да се одржи. Кад је римска цивилизација почела да се шири захваљујући концепту грађанства, у њу су почеле да улазе и грчке општине, и то не само помоћу насиља. Ако, пак, овој мањини понестане даха, она мора да примењује принуду и да се затвара и брани. Тако од стваралачке мањине настаје мањина која влада и настаје унутрашњи и спољашњи пролетаријат, и то је почетак краја. Цивилизација исцрпљује своју снагу на одбрану (римски „лимес“ или кинески зид). „Цивилизације се руше самоубиствима, а не убиствима.“
У време пропадања неке цивилизације може да настане универзална религија и универзална црква која може да пренесе најлепше културне резултате у наредну цивилизацију. Тако је хришћанска црква могла да пренесе културне резултате у цивилизацију која се на њу надовезује, јер је интегрисала варварске народе у једно религиозно друштво. Он у целом реду цивилизација налази много заједничких елемената и њима се његова метода подупире.

## Дело
- , 1924.
- , 1924.
- , 10 томова, 1934 — 1954.
- , 1948.
- , 1956.
- , 1958.
- , 1959.